# Balatonlelle
Balatonlelle – miejscowość turystyczna położona nad południowym brzegiem Balatonu, oddalona 35 km od Siófok, z plażą rozciągającą się na długości 3 km.